# ロッテアライリゾート

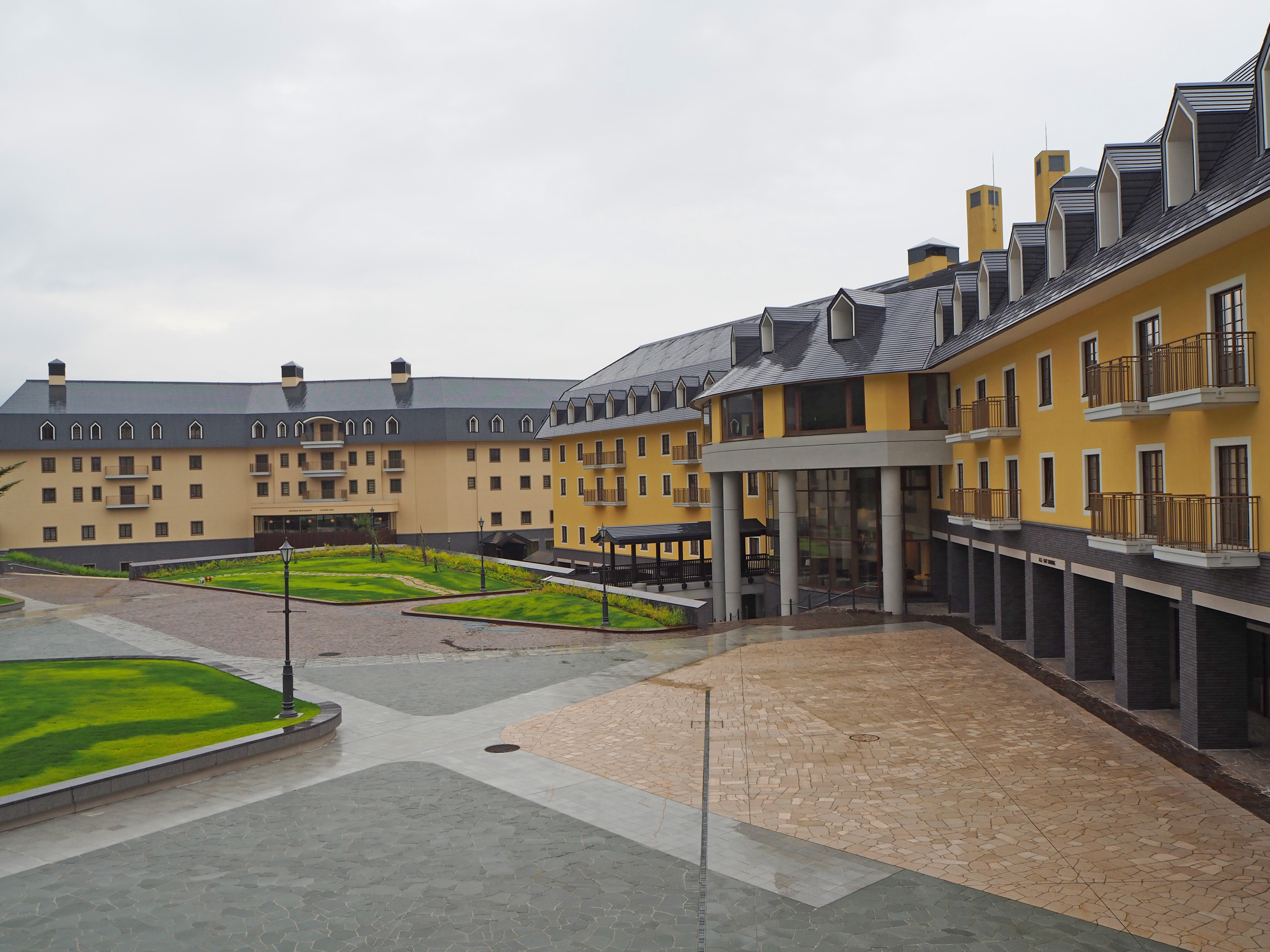
リゾート施設（2018年8月）

ロッテアライリゾートは、新潟県妙高市に存在するスキー場とリゾートホテルによる複合リゾート施設である。

## 概要
1993年にソニーの関連会社や新井市（現在の妙高市）が出資し、大毛無山（標高1429 m）にスキー場とレストラン、ホテルを備えた滞在型レジャー施設としてオープンした。旧称ARAI MOUNTAIN&SPA（アライ・マウンテン アンド スパ）。「ARAI」の名は当時の妙高市の市名である新井市にちなむ。典型的な、バブル末期に計画・着工されたが開業時にはバブルが崩壊していたというリゾート施設ではあったが、豊富な降雪量によりパウダー志向も満足させる5月まで滑走が可能なゲレンデと、温泉施設などを拡充し続けたことで比較的長い間経営が維持された。
盛田英夫の資産管理会社レイケイ（盛田） や旧新井市が出資した第三セクター、株式会社新井リゾートにより開発・1993年に開業。初年度から赤字を出すなど苦戦が続き、レイケイは総額で500億円 もの投資を行ったが撤退。2004年、「新井リゾートマネジメント」が運営を引き継いだ。
2000年代に入り、スキーヤーが激減したことに加え、2005年のシーズンには豪雪すぎて集客がままならないという状況 となり、2006年7月10日に新井リゾートマネジメントは11億円以上の負債を抱えて経営破綻した。
その後スキー場とホテルは閉鎖状態となっていたが（ARAIリゾートログ山荘「プリマベーラ」のみ営業継続）、市税滞納により妙高市に差し押さえられ、2015年6月公売によって18億円で落札・7月3日に譲渡が完了した。落札したのは韓国のホテルロッテの子会社の「株式会社ホテルアンドリゾート上越妙高」で、設立は2015年5月、資本金5万円である（その後資本金は70億円に増資）。当初は2016年に一部再オープンする予定だったが、2017年12月に「ロッテアライリゾート」として全面オープンする計画に変更されている。
ロッテアライリゾートとしての2017年開業にあたっては、プレミアムマウンテンリゾートを謳い、滞在型・インバウンド集客を狙っている。スキー場の規模・設備は従来同様だが、ジップラインなどグリーンシーズンのアクティビティを用意し、旧温浴施設に新たに掘削した温泉を引くなど、施設の拡充を図った。リフト券はファーストクラス大人1日8,000円(リフト・ゴンドラ優先乗車が出来る)、エコノミーでも同6,000円と、比較的高額に設定された(1日券・午後券では20:00までのナイター利用も可能)。
運営会社である株式会社ホテルアンドリゾート上越妙高は、2019年9月に株式会社LOTTE Hotel Araiへ商号変更された。

### 大毛無山
大毛無山（おおげなしやま、もしくは おおけなしやま）は矢代山地にある標高1429 mの山で、新井市（現：妙高市）と西頸城郡名立町（現：上越市）にまたがる。「ケナシ」という山名の由来は高木が少ないことであるが、これは大毛無山が新潟県でも屈指の豪雪地帯であり、積雪期間が長いことに加え、一帯のブナ類が昭和30年代まで西野谷炭の原料として多く用いられていたことから、樹木の成長が妨げられていたためである。矢代山地とは、妙高連峰の火打山から北東へ向かって伸びる新建尾根の末端を指す名称である。
山体の大半は新第三紀層の砂岩・泥岩であるが、中腹には膳棚の崖地形もあり、また稜線の周囲には雪の浸食によって形成された凹地も発達している。東麓（妙高市側）の両善寺から山頂までの登山路が整備されており、山頂からは南方に広がる妙高山地を見渡すことができる。

## ゲレンデ
- スキー　55% スノーボード45%
- コース比：上級30% 中級45% 初級25%
- 索道 ゴンドラ1本、クワッドリフト2基、ペアリフト2基

## グリーンシーズン
グリーンシーズンでは、スカイウェイ（ゴンドラリフト。全長1,500m、所要15分）、ツリーアドベンチャー、ジップツアー、チュービングパーク、ボルダリング、ガーデンプール等の営業を行っている。

## アクセス
- 車
  - 上信越自動車道 新井スマートICから7.6km
  - 上信越自動車道 中郷ICから国道18号・県道428号 7.6km
    - 上信越自動車道信濃町IC-新井PA(スマートIC)間は2018年12月からの新チェーン規制区間となっており、大雪特別警報等の際はスタッドレスタイヤでもチェーンを装着しないと走行できない規制が実施される可能性がある。
- 鉄道
  - 北陸新幹線 上越妙高駅から無料シャトルバスで30分[11]
  - えちごトキめき鉄道妙高はねうまライン 新井駅から約8km。タクシーで約15分（旧新井リゾート時代 無料送迎バス 約15分）

## 歴史
- 1991年(平成3年) - 7月着工。当初は1992年(平成4年)オープン予定であったが工期の遅れ等によりずれ込むことになる。
- 1993年(平成5年) - 12月、スキー場のメインゲレンデとホテルが先行オープン。オープン時の名称はARAI MOUNTAIN&SKI RESORTであった。
- 1994年(平成6年) - ペアリフト新設、ナイター営業を開始。
- 1996年(平成8年) - 1996-1997シーズンから、名称をARAI MOUNTAIN&SNOW PARKに変更。地ビール（新井ビール）の醸造、販売を開始。このころまではコース外滑走は認められていなかった。アバランチ(avalanche:雪崩)コントロールを取り入れる試みが始まる[12]。
- 1997年(平成9年) - 1997-1998シーズンから、ゴンドラ中間駅起点のクワッドリフトを新設。コース外滑走可能区域が設定される[13]。
- 1999年(平成11年) - ホテル増設、プール施設オープン。
- 2002年(平成14年) - 2002-2003シーズンから、名称をARAI MOUNTAIN&SPAに変更[14]。エステティック施設を充実。
- 2004年(平成16年) - 新井リゾートマネジメント（妙高市）が経営を引き継ぐ。
- 2005年(平成17年) - 結果的に2005-2006が旧新井リゾート時代の最後の営業シーズンとなる。
- 2006年(平成18年) - 7月10日、新井リゾートマネジメントが倒産。
- 2015年(平成27年) - 3月14日～22日、跡地で有志が「大毛無山の魅力再発見ツアー」を開催[15]。7月、公売により韓国ホテルロッテ子会社の所有となった。
- 2017年(平成29年) - 12月16日、ロッテアライリゾートとして再オープン。
- 2024年(令和6年) - 2024-2025シーズンからスキー場の名称をアライマウンテンリゾートに変更[16]。